# Hermann Peichl

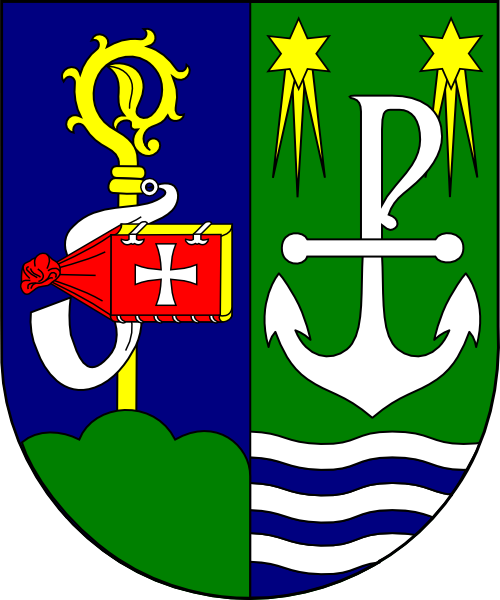
Wappen des Abtes Hermann Peichl

Hermann Peichl OSB (* 9. August 1887 in Niederjohnsdorf, Bezirk Landskron, Böhmen als  Richard Peichl; † 15. April 1966 in Wien) war ein österreichischer Benediktiner und der 70. Abt des Schottenstiftes in Wien.

## Leben
Richard Peichl aus der Diözese Königgrätz trat 1907 in das Noviziat des Schottenstifts ein, wo er den Ordensnamen Hermann annahm und 1912 die Priesterweihe empfing. Von 1916 bis 1918 war er Kooperator auf der Landpfarre Zellerndorf; danach begann er seine Tätigkeit als Religionsprofessor am Schottengymnasium und Prediger der Schottenpfarre. Im Jahr 1921 wurde er zum Dr. theol. im Fach Kirchengeschichte an der Universität Wien promoviert. Sein Doktorvater war der Schottenpater Cölestin Wolfsgruber. Von 1924 bis 1930 war Peichl Spiritual der Juniores. 1930 wurde er von der Religiosenkongregation zum Abt-Koadjutor mit dem Recht der Nachfolge ernannt und zum Abt benediziert. Von 1932 bis 1936 leitete er interimistisch die Abtei St. Lambrecht als Administrator. Nach der Resignation von Abt Amand Oppitz 1938 wurde er Abt des Schottenklosters. Er diente im Jahr 1945 als Präsident der Wiener Katholischen Akademie.
Er war seit 1930 Ehrenmitglied der katholischen Studentenverbindung KaV Marco-Danubia Wien. Politisch hatte er im autoritären Ständestaat von 1934 bis 1938 ein Mandat im Staatsrat inne.